# Destructor

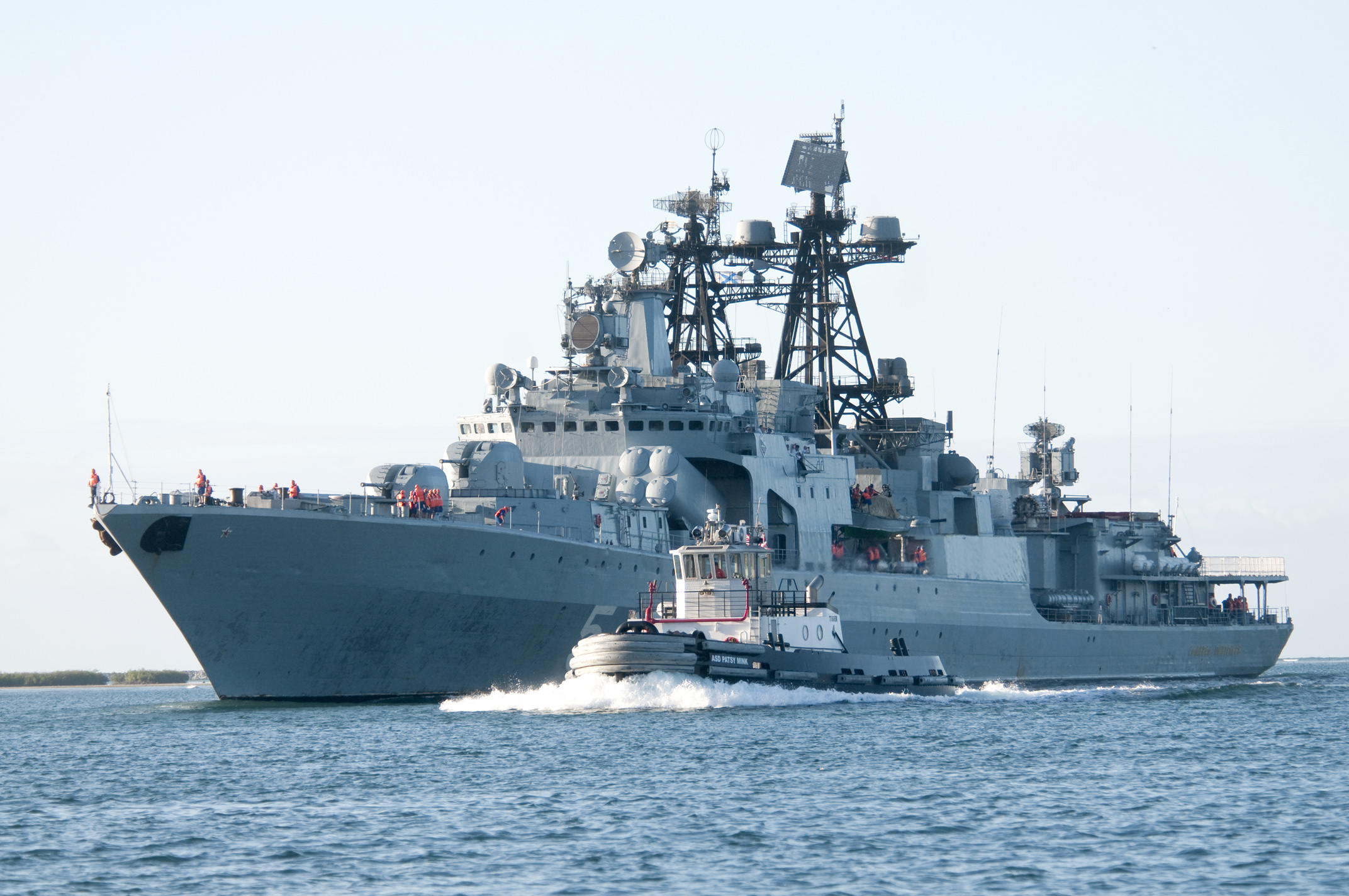

Un destructor és un vaixell de guerra més gran que una fragata però més petit que un cuirassat. La seva funció principal és la d'escortar altres vaixells de guerra com ara els portaavions, des de la Segona Guerra Mundial sobretot en rols d'escorta antisubmarina (ASW) i antiaèria (AAW). Acostumen a tenir un desplaçament d'entre 3.000 i 6.000 tones, una xifra moderada comparada amb les grans naus de guerra com els antics cuirassats.
Són naus de guerra polivalents i amb plena capacitat de creuer oceànic. Això, sumat al seu cost relativament moderat, fa que els destructors siguin els vaixells de combat més grans de la gran majoria de flotes militar del món. No obstant això, grans potències militars en disposen d'un gran nombre, com és el cas de la Marina dels Estats Units d'Amèrica, i habitualment en tasques d'escorta dels grups de portaavions (CSG) o grups amfibis (ARG).

## Història

### Segona meitat del segle XIX: el naixement dels destructors

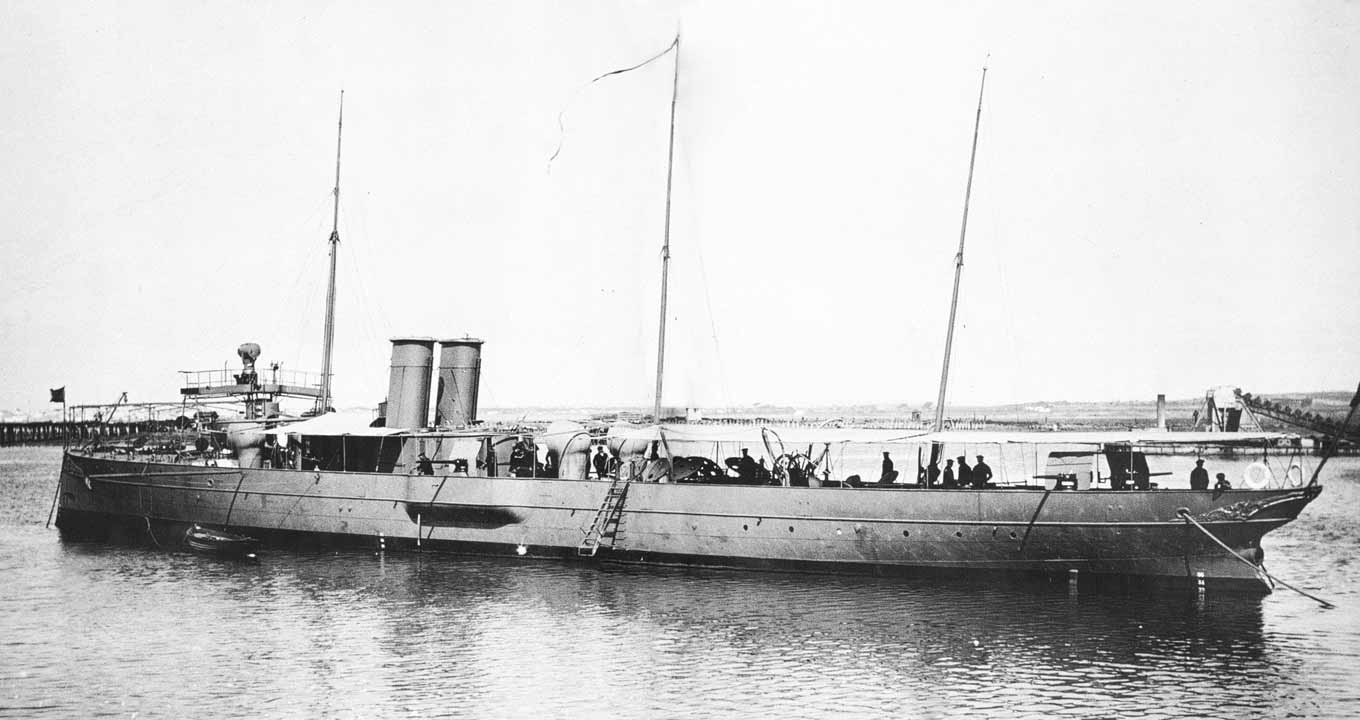
El vaixell caçatorpediners Destructor, que va entrar en servei l'any 1887 a l'Armada espanyola.

El sorgiment i desenvolupament inicial dels destructors va lligat a la invenció del torpede autopropulsat, cap als anys 1860. Des d'aquest moment, petits vaixells torpediners (que es podien construir amb facilitat i amb un cost molt baix) tenien el potencial de destruir naus de guerra molt més grans, amb armament més potent i costos molt superiors (com els cuirassats o els creuers). Això va fer que la posició de les potències navals es vegés compromesa, i es va iniciar un ràpid desenvolupament dels torpediners que, cap al 1880, ja desplaçaven entre 50 i 100 tones, i eren prou ràpids per a evadir l'escorta enemiga.
Inicialment es va considerar que l'amenaça principal per a les grans naus de combat era de ser atacs amb torpedes mentre estaven ancorats a port. Però a mesura que sorgien nous dissenys de torpedes amb més velocitat i abast també suposaven una amenaça mentre estaven al mar. Per tal de protegir els grans cuirassats i altres naus principals es van dissenyar els anomenats caçadors, petits vaixells amb un bon nombre de canons de petit calibre i metralladores, amb la missió d'escortar les flotes de combat. Per a aquesta tasca els calia autonomia i qualitat marineres comparables a les de les naus de combat més grans, per això els destructors van anar creixent en eslora i tonatge. Ja en aquella època se'ls començà a anomenar destructors de torpediners, denominació que aviat es va escurçar a tan sols destructor.
Un cop desenvolupats en naus més potents i ràpides, per a caçar els torpediners, també van esdevenir una plataforma ideal per a l'atac amb torpedes; així doncs que es van armar amb tubs llançatorpedes a més dels canons. Així doncs a finals del s.XIX el paper dels destructors era doble, per una banda protegir la mateixa flota dels atacs amb torpedes i, per l'altra, realitzar aquests atacs als vaixells de guerra enemics.

### Període anterior a la Primera Guerra Mundial

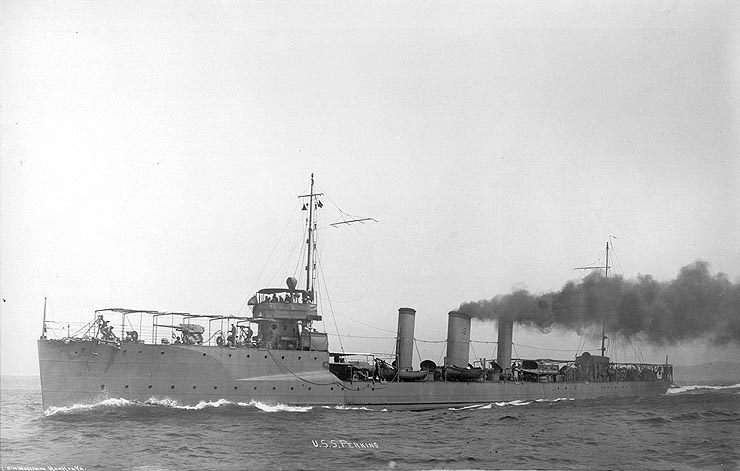
Destructor USS Perkinsde classe Paulding, US Navy 1909.

Durant els primers anys del segle xx el disseny dels destructors i esdevingueren vaixells de guerra més grans, ràpids i amb un armament més pesat.
Un dels canvis més notables fou la modernització dels equips de propulsió a causa de la introducció de la turbina de vapor i la utilització de fueloil en comptes de carbó, canvis que van permetre augmentar tant la velocitat com l'autonomia.
Entre 1890 i 1914 els destructors van incrementar el seu tonatge notablement passant d'unes 300 tones inicials fins a prop de 1000 al principi de la Primera Guerra Mundial, distanciant-se dels torpediners.
Tot i les diferències entre les diverses marines de guerra i la gran quantitat de classes diferents, els destructors van adoptar un patró general semblant: buc llarg i estret, calat baix i superestructura amb pont de comandament a la proa. L'armament solia estar format per un o diversos canons de tir ràpid a proa i una configuració semblant a popa, mentre que al centre del buc s'hi situaven els tubs llançatorpedes.

### Segona Guerra Mundial
Durant la Segona Guerra Mundial, el destructor seguia fent les funcions de vaixell d'escorta (sobretot als Estats Units d'Amèrica, amb els escort destroyers) però alhora ja tenia una capacitat de combat relativa forta (tot i que encara estava lluny dels grans vaixells de guerra en aquestes capacitats, com el cuirassat o el creuer de batalla).
En el cas d'Alemanya, els destructors de la Kriegsmarine (anomenats Zerstörer) no solien operar com a vaixells d'escorta (la Kriegsmarine ja disposava d'uns escortadors específics, els vaixells tipus F, semblants a la fragata desenvolupada pel Regne Unit a la mateixa època). En realitat, els destructors alemanys de l'època no solien endinsar-se gaire a l'oceà Atlàntic, i per això van incorporar tasques de minatge (és a dir, van fer també les funcions de minador).

### Guerra Freda i tombant de mil·lenni
Durant la Guerra Freda, i davant la davallada dels grans vaixells de guerra (com els cuirassats, abocats a l'extinció), el destructor va esdevenir el vaixell de guerra per excel·lència. Cap al 1950, La Marina nord-americana ja va redefinir el concepte de destructor en aquesta línia, i va dissenyar uns destructors més grans i amb més capacitat de combat (els destroyer leader, amb bandera alta de número de gallardet DL).
Amb l'aparició dels míssils com a arma de combat durant la segona meitat del segle xx, molts destructors van acabar incorporant-los en el seu arsenal. La Marina nord-americana (a diferència de les armades europees) va tipificar aquest tipus de vaixell diferent dels destructors convencionals (va posar-hi la bandera alta del número de gallardet DDG), de manera que els destructors estatunidencs del segle xxi (com el vaixell USS Zumwalt (DDG-1000)) ja s'han concebut com a plataformes llançamíssils (al marge que també disposen de canons per al combat de superfície).